# 아시아다피스
아시아다피스(Asiadapis)는 에오세 초기 지금의 인도 캄베이 셰일층(Cambay Shale Formation)에서 살았던 원시 곡비원류의 일종이다. 아시아다피스 캄바옌시스(Asiadapis cambayensis)와 아시아다피스 타피엔시스(Asiadapis tapiensis)라는 두 종이 알려져 있다.